# Bad Bonn
Le Bad Bonn est une salle de concerts située à Guin, dans le canton de Fribourg, en Suisse. Sa spécialité est la musique alternative et on y organise chaque année le festival Bad Bonn Kilbi.

## Description
Le Bad Bonn, littéralement « bain de Bonn », tire son nom d'une station thermale immergée sous le lac de Schiffenen. Daniel Fontana et Patrick Boschung en sont les administrateurs depuis 1998.

## Bad Bonn Kilbi
Kilbi signifie littéralement Bénichon, cette fête traditionnelle fribourgeoise. Daniel Fontana en fait une version alternative en organisant une manifestation musicale au Bad Bonn depuis 1990. Sur les trois jours de son édition 2016, le Bad Bonn Kilbi attire 7 500 spectateurs. La programmation au fil des ans a notamment présenté Aphex Twin en 2010, Queens of the Stone Age en 2011, Metronomy en 2012 ou Grizzly Bear en 2013.